# Dwaalhof (Toverland)
Dwaalhof is een doolhof in het Nederlandse pretpark Toverland. Doolhof is geopend samen met het pretpark in 2001.
Tijdens Halloween wordt het doolhof omgebouwd tot het pompoenendoolhof.
Tot 2018 heette de attractie "Doolhof".
Lijst van attracties in Attractiepark Toverland · Afbeeldingen